# Jacobus Gronovius

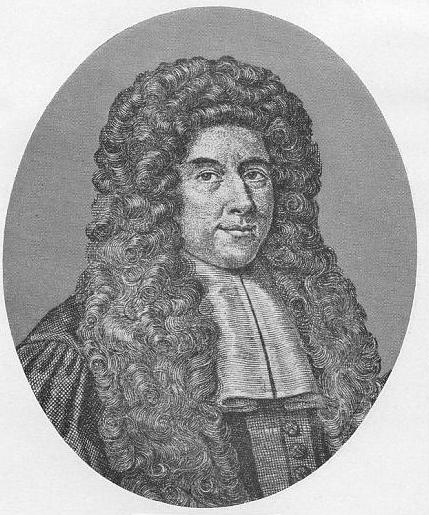
Jakob Gronovius

Jacobus Gronovius of Jacob Gronow (Deventer, 10 oktober 1645 – Leiden, 21 oktober 1716) was een Nederlandse filoloog.
Hij was de zoon van de Duitse filoloog Johann Friedrich Gronovius en Aleyda ten Nuyl uit Deventer en vader van botanicus Jan Frederik Gronovius. Zijn familie verhuisde naar Leiden in 1658. Hij studeerde in Leiden klassieke talen en rechten en ging in 1665, toen de pest heerste, naar een oom in Hamburg. Hij zette zijn studie voort in Engeland. Hij reisde in 1671 naar Parijs en in 1672, met de buitengewone gezant Adriaen Paets, naar Spanje en ging van daar naar Italië. Hij werd in 1679 benoemd als hoogleraar in de geschiedenis en het Grieks in Leiden. In dat jaar werd Adriaan Beverland berecht voor de eigen rechtbank van de universiteit. Gronovius bleef Beverland steunen. Gronovius bleef de functie, van hoogleraar die in 1692 werd uitgebreid met de welsprekendheid, tot zijn dood vervullen. Hij trouwde Anna van Vredenburch uit Rotterdam op 5 mei 1680.
Gronovius is voornamelijk bekend als de redacteur van de Thesaurus antiquitatum Graecarum (1697-1702, in 13 delen).